# Міста Литви
|  | Службовий список статей, створений для координації робіт з розвитку теми. Це попередження не встановлюється на інформаційні списки і глосарії. |

У Литві налічується 103 міста. 15 із них мають населення менше ніж 1000 жителів. Найменшим є місто Панямуне.

## За населенням

### Понад 200 тисяч
- Вільнюс
- Каунас

### 50-200 тисяч
- Клайпеда
- Шяуляй
- Паневежис
- Алітус

### 30-50 тисяч
- Йонава
- Кедайняй
- Мажейкяй
- Маріямполе
- Тельше
- Утена

### 20-30 тисяч
- Кретинга
- Плунге
- Радвилішкіс
- Таураге
- Укмерге

### 10-20 тисяч
- Біржай
- Вилкавишкіс
- Висагінас
- Гаргждай
- Гарлява
- Григішкес
- Друскінінкай
- Електренай
- Йонішкіс
- Кайшядорис
- Куршенай
- Лентварис
- Науйої-Акмяне
- Паланга
- Рокишкіс
- Шилуте
- Юрбаркас

### 2-10 тисяч
- Акмяне
- Анікщяй
- Арьогала
- Балтої-Воке
- Бірштонас
- Варена
- Вієвіс
- Вянта
- Ейшишкес
- Єв'є
- Жежмаряй
- Зарасай
- Ігналіна
- Казлу-Руда
- Калварія
- Кельме
- Кібартай
- Купишкіс
- Лаздияй
- Молетай
- Науйої-Акмяне
- Неменчин
- Нові Свенцяни
- Нярінга
- Пабраде
- Пасваліс
- Пакруоїс
- Пренай
- Расейняй
- Ретавас
- Рудішкес
- Скуодас
- Тракай
- Шакяй
- Шальчинінкай
- Швянченіс
- Шедува
- Шилале
- Ширвінтос

### Менше 2 тисяч
- Вабальнінкас
- Варняй
- Вейсеяй
- Векшняй
- Вількія
- Вірбаліс
- Гелгаудишкіс
- Даугай
- Дусетос
- Дукштас
- Ежереліс
- Єзнас
- Жагаре
- Йонішкіс
- Каварскас
- Кудіркос-Науместіс
- Лінкува
- Обеляй
- Пагегяй
- Панделіс
- Панямуне
- Прекуле
- Рамигала
- Салантай
- Седа
- Сімнас
- Скаудвіле
- Смалинінкай
- Субачюс
- Титувенай
- Трошкунай
- Ужвентіс